# EL DORADO (宝塚歌劇)
『EL DORADO』（エル・ドラード）は、1997年に宝塚歌劇団月組が上演したミュージカル作品。谷正純作・演出。
大航海時代のスペインと新大陸を舞台に、主人公が故郷を棄て辿り着いた理想郷エル・ドラード（モデルはインカ帝国）で繰り広げられる人間模様を壮大に描いた、真琴つばさの月組トップスター就任披露公演。
6月27日から8月4日（新人公演は7月15日）に宝塚大劇場、同年11月3日から11月27日（新人公演は11月11日）に東京宝塚劇場で、“住友VISA30周年スペシャル”“宝塚グランドロマン”と冠した1本立て作品として興行した。なお、宙組新設に伴う組替えの影響により、東京公演の配役は大幅に入れ替わり脚本の1部が改変となった。

## 構成
- 第1部 『コスタ・デル・ソル（太陽の海岸）に落ちた影』 15場
- 第2部 『インティ（太陽神）に捧げられた愛』 20場

## あらすじ
宝塚100年史の宝塚大劇場公演を参考にした。
1530年頃のスペインのグラナダ。誤って総督の息子を刺殺した罪で追われるスペインの将校イグナシオは、争いも憎しみもない理想郷の帝国「エル・ドラード」を目指し、レーニャという娘に出会う。しかし、彼女は太陽神に仕える者であった。

## 主な登場人物
- イグナシオ・デ・ルシア大佐

スペイン無敵艦隊の将校。自らの過失から両親を殺され追われる身となり、理想郷エル・ドラードを求め新大陸に渡る。身分や人種に囚われないリベラルな思考の持ち主。
- レーニャ

エル・ドラードの神殿で太陽神に仕える清純な乙女。イグナシオと許されない恋におちる。
- ワルパ

エル・ドラードの皇帝。自らを「太陽の子」と名乗る若き支配者。
ワルパという名はインカ帝国皇帝の名称の１部でもある。
- アロンソ

軍人出身の船員。新大陸での一攫千金を狙う。強い野心からイグナシオと対立し叛乱を企てる。
東京公演では脚本の変更によりカットとなった役である。
- ラウラ

ジプシー。イグナシオの幼馴染で彼に報われない恋をする。のちに心を通わせたワルパの5124番目の妻となる。
- ロドリーゴ

ラウラの父。迫害のない世界を目指しイグナシオと行動を共にするジプシーたちの頭。
- ドン・ラファエル・メンドーサ侯爵

息子をイグナシオに殺された復讐心に燃え、エル・ドラードを攻撃する。ヌエバ・エスパーニャの総督。
- ドン・リカルド

イグナシオが国王の命令と偽り新大陸へ出航させた船の船長。
東京公演はカットになったアロンソの役どころを兼ねるキャラクターに改変された。
- ディエゴ中尉

イグナシオの部下。彼を慕って新大陸へ同行する。実はメンドーサ侯爵のスパイ。
- コンチータ

ジプシー。ディエゴ中尉に仄かな恋心を抱くようになる。
- ガルシア

ジプシー。
東京公演では異動してきた初風に合わせ活躍場面が増えた。
- カシム

イグナシオの従僕。アラビア人。イグナシオの両親虐殺の目撃者。
- ウルバンバ

スペインに連れてこられたインディオ。イグナシオをエル・ドラードに導く。
- ロルカ神父

新大陸での布教を夢見てイグナシオに同行する。
- オクリョ

ワルパの1番目の妻。
- エストレリャ

ラウラの娘。物語は彼女に祖父ロドリーゴが語る回想として始まり終わる。

## 主な配役
※括弧内は新人公演配役。

※キャストの連名は組替えを挟んだ東京公演の配役変更によるもの。大劇場・東京 の順に記載。
- イグナシオ・デ・ルシア大佐 - 真琴つばさ[3] （大和悠河[3]）
- レーニャ - 風花舞[3] （千紘れいか[3]）
- ワルパ - 姿月あさと[3]・紫吹淳[4] （水夏希[3]・大空祐飛[4]）
- アロンソ - 汐風幸[3] （大空祐飛[3]）
- ラウラ - 千紘れいか[3] （水沢葉月[3]）
- ロドリーゴ - 汝鳥伶[3] （華路ゆうき[3]）
- ドン・ラファエル・メンドーサ侯爵 - 未沙のえる[3] （越乃リュウ[3]）
- ドン・リカルド - 真山葉瑠 （苑みかげ・越乃リュウ）
- ディエゴ中尉 - 樹里咲穂 （大鷹つばさ・鳴海じゅん）
- コンチータ - 夏河ゆら・水沢葉月 （南城ひかり・西條三恵）
- ガルシア - 祐輝薫・初風緑[4] （大樹槙・霧矢大夢[4]）
- カシム - 成瀬こうき （鳴海じゅん・楠恵華）
- ウルバンバ - 美郷真也 （あゆら華央）
- ロルカ神父 - 大峯麻友 （遥奈りお）
- オクリョ - 美原志帆 （檀れい・苑宮令奈）
- エストレリャ - 西條三恵[3] （花瀬みずか[3]）

## 香港公演出演のため、東京公演休演者
出典は90年史。
- 夏河ゆら
- 越はるき
- 姿月あさと
- 祐輝薫
- 高翔みず希
- 城華阿月
- 彩苑ゆき
- 大鷹つばさ
- 南城ひかり
- あさぎ裕南
- 華景みさき
- 苑みかげ

## スタッフ
出典は90年史。スタッフ名の後ろに「宝塚」「東京」がない場合、両劇場共通のスタッフ。
- 作・演出: 谷正純
- 演出担当（新人公演）：植田景子
- 作・編曲: 吉崎憲治・高橋城・宮原透
- 音楽指揮：岡田良機（宝塚）・野村陽児（宝塚）、伊沢一郎（東京）・清川知己（東京）
- 振付: 羽山紀代美・尚すみれ・黒瀧月紀夫・上島雪夫
- 擬闘: 金田治
- 装置: 大橋泰弘・新宮有紀
- 衣裳: 任田幾英
- 照明：勝柴次朗
- 音響：加門清邦
- 小道具：万波一波・伊集院撤也
- 効果：中屋民生
- 演技指導：村田富久
- 演出助手：藤井大介・植田景子・大野拓史
- 振付助手：若央りさ・葵美哉
- 衣装補：田口美香
- 舞台進行：恵見和弘・西原徳充
- 舞台監督：佐田民夫（東京）・滝澤辰也（東京）・阿部雄一（東京）・野口裕靖（東京）・落合明憲（東京）
- 演奏：宝塚管弦楽団（宝塚）、東宝オーケストラ（東京）
- 制作：佐分孝（宝塚）、村上信夫（東京）
- 製作担当：長谷山太刀夫（東京）
- 協賛：住友クレジットサービス
- 特別協賛：VISAジャパングループ